# Woerden vasútállomás
Woerden vasútállomás vasútállomás Hollandiában, Woerden városában.

## Vasútvonalak
Az állomást az alábbi vasútvonalak érintik:
- Utrecht–Rotterdam-vasútvonal
- Woerden–Leiden-vasútvonal
- Harmelen–Breukelen-vasútvonal

## Kapcsolódó állomások
A vasútállomáshoz az alábbi állomások vannak a legközelebb:
- Breukelen vasútállomás (Breukelen vasútállomás, Harmelen–Breukelen-vasútvonal)
- Bodegraven vasútállomás (Leiden Centraal vasútállomás, Woerden–Leiden-vasútvonal)
- Vleuten vasútállomás (Utrecht Centraal, Utrecht–Rotterdam-vasútvonal)
- Gouda Goverwelle vasútállomás (Rotterdam Centraal, Utrecht–Rotterdam-vasútvonal)